# Средняя Камышла
Сре́дняя Камышла́ (чув. Хăмăшлă) — село в Нурлатском районе  Татарстана Российской Федерации. Является административным центром Среднекамышлинского сельского поселения.

## География
Село расположено на левом притоке реки Большой Черемшан, в 9 километрах к северу от города Нурлат.

## История
Основано в середине XVIII века переселенцами из села Вишнёвая Поляна. Первоначальное название — Новопоселённая Камышла.
До 1920 года деревня входила в Егоркинскую волость Чистопольского уезда Казанской губернии. С 1920 года в составе Чистопольского кантона Татарской АССР. С 10 августа 1930 года в Октябрьском (с 10 декабря 1997 года -  Нурлатский) районе.

## Население
| 1782 | 1795 | 1816 | 1840 | 1850 | 1857 | 1859 | 1897 | 1907 | 1908 | 1920 | 1926 | 1949 | 1958 | 1970 | 1979 | 1989 | 2002 | 2005 | 2008 |
| ---- | ---- | ---- | ---- | ---- | ---- | ---- | ---- | ---- | ---- | ---- | ---- | ---- | ---- | ---- | ---- | ---- | ---- | ---- | ---- |
| 32   | 75   | 311  | 197  | 473  | 536  | 519  | 802  | 930  | 890  | 1065 | 998  | 629  | 486  | 633  | 558  | 463  | 572  | 597  | 585  |

## Экономика
Полеводство, молочное скотоводство.

## Социальная инфраструктура
Средняя школа, дом культуры, библиотека.